# Hallands kulturhistoriska museum

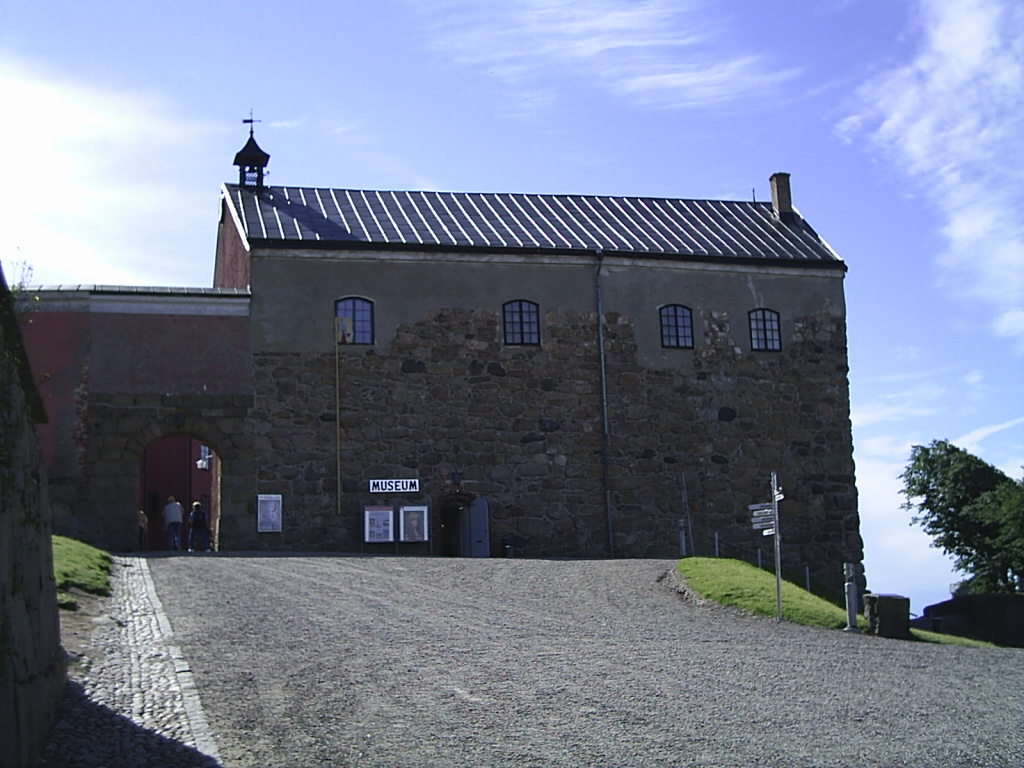
Hallands kulturhistoriska museum på Varbergs fästning.

Hallands kulturhistoriska museum är ett museum i Varberg, inrymt på Varbergs fästning. Museet grundades 1916 och antog sitt nuvarande namn 2011. Det drevs ursprungligen av Föreningen Varbergs museum, men ingår sedan 1979 i Stiftelsen Hallands länsmuseer. I museets samlingar ingår Bockstensmannens skelett och klädedräkt från 1300-talet och kulknappen som påstås ha dödat Karl XII vid Fredrikstens fästning 1718.
Museet har tidigare hetat Varbergs museum (1916–1978), Museet i Varberg (1979–1999) och Länsmuseet Varberg (2000–2011).

## Historia

### Initiativ till ett museum i Varberg
Museets förhistoria går tillbaka till 1878, då telegrafassistent J.E. Jönsson anhöll hos stadsfullmäktige i Varberg om att ett museum skulle inrättas, eftersom en liten föremålssamling skapats på privat initiativ. Jönssons ansökan avslogs emellertid. Tio år senare ansökte Artur Hazelius, Skansens och Nordiska museets grundare, om att få en kanon samt Varbergs borgargardes fana från 1700-talet, som fanns i stadens ägo, men även denna ansökan avslogs av stadsfullmäktige. Kanonen står idag på Gamla Påskberget i Varberg, medan fanan finns i Hallands kulturhistoriska museums samlingar.
Under 1800-talets senare hälft hade folklivsforskaren Alfred Bexell skapat en stor samling föremål, som förvarades i den ryggåsstuga, Bålastugan, som han köpt i Harplinge socken i södra Halland och låtit flytta till en tomt strax öster om Varbergs stad. Efter Bexells död år 1900 lät hans änka år 1916 hålla auktion på de samlingar som förvarades i stugan men inte tillhörde dess ursprungliga inredning. Möbelhandlaren C.J. Carlson motionerade till stadsfullmäktige om att 5 000 kronor skulle anslås till inköp vid auktionen för att grunda ett museum, men innan fullmäktige behandlat motionen hade auktionen redan ägt rum.

### Varbergs museum (1916–1978)

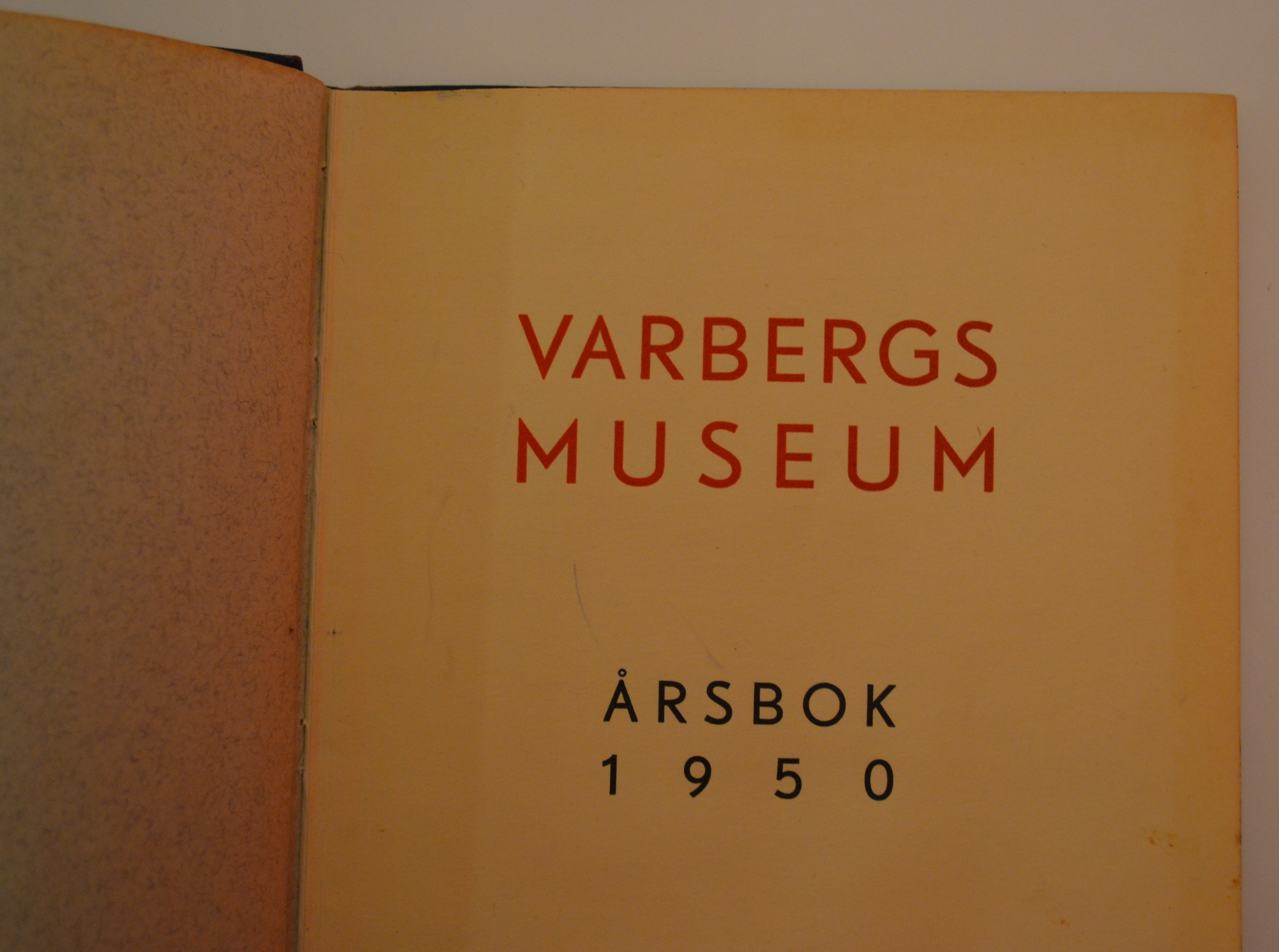
Titelbladet till Varbergs museums första årsbok 1950.

För att rädda så mycket som möjligt av Bexells samlingar tog läkaren Erik Uddenberg 1916 initiativ till Norra Hallands kulturhistoriska förening (idag Föreningen Varbergs museum), med länets landshövding Carl Hederstierna som ordförande, Varbergs stadsläkare Johan Severin Almer som vice ordförande och Uddenberg själv som sekreterare och kassör. Syftet med föreningen var att starta ett museum i Varberg. Almer och Uddenberg samlade ihop 9 000 kronor, och staden bidrog med 2 500 kronor för iordningställande av lokaler på ovanvåningen i Mellersta valvet på Varbergs fästning. Varbergs stad och Hallands läns landsting anslog vardera 500 kronor årligen för museets drift. Samlingen bestod 1916 av omkring 1 000 föremål.
År 1921 föreslog Uddenberg att kulturhistorikern Albert Sandklef skulle bli museets intendent. Man ville att Varbergs museum skulle passera Hallands Museum (nuvarande Hallands konstmuseum) i Halmstad. Sandklef accepterade erbjudandet och valdes samma år till intendent. En av hans första uppgifter blev att skapa ett museiarkiv. 1925 flyttade museet in i själva slottsbyggnaden på fästningen, där lokalerna var betydligt bättre. Till exempel saknades uppvärmning i de gamla lokalerna, men på slottet fanns kakelugnar. En modernare värmeledning installerades 1929. Under 1920-talets senare hälft lyckades man i sin målsättning att gå om museet i Halmstad. 1929 kom man överens om att båda museerna skulle ha hela Halland som verksamhetsområde, men att Halmstad skulle ansvara för arkeologi och konst, och Varberg för folkkultur. Rörande Varbergs historia fick museet i Varberg naturligtvis hela ansvaret. I slutet av årtiondet fick man statligt lotterimedelsanlag för inredning av museet, 1932 anslag till en avlöningsfond och genom ett beslut i riksdagen 1945 statligt anslag till museichefens lön.
Sedan 1950 ger museet ut en årsbok. Dessförinnan erhöll varje medlem av museiföreningen från 1922 och framåt Hallands Hembygdsförbunds årsskrift Vår Bygd.
1961 efterträddes Albert Sandklef som museichef av Bengt-Arne Person.

### Museet i Varberg (1979–1999)
Efter att museet sedan 1916 drivits av Föreningen Varbergs museum, övertogs huvudmannaskapet för Varbergs museum 1979 av Stiftelsen Hallands länsmuseer, Halmstad och Varberg, som hade bildats året innan. Stiftelsen övertog då också äganderätten till museets samlingar. Varbergs museum fick nu namnet Museet i Varberg. Föreningen Varbergs museum kvarstod som stödförening till museet. Motsvarande reform genomfördes vid Hallands Museum i Halmstad, där Hallands museiförening (bildad 1886) överlämnade huvudmannaskapet och museet fick namnet Museet i Halmstad. I stiftelsen ingick Halmstads kommun, Varbergs kommun, Hallands läns landsting samt de båda museiföreningarna. Museichefen i Varberg, Bengt-Arne Persson, blev 1979 den förste länsmuseichefen i Halland.

### Länsmuseet Varberg (2000–2011)
En reform av länsmuseiorganisationen i Halland genomfördes år 2000. Stiftelsen Hallands länsmuseer delades i tre enheter: Ideella föreningen Länsmuseet Varberg, Ideella föreningen Länsmuseet Halmstad samt Kulturmiljö Halland. Museet i Varberg fick det nya namnet Länsmuseet Varberg. Verksamheten vid länsmuseet kom att drevs av Ideella föreningen Länsmuseet Varberg genom ett avtal med Stiftelsen Hallands länsmuseer, som fortsatt ägde museets samlingar. Medlemmar i Ideella föreningen Länsmuseet Varberg var Varbergs kommun och Föreningen Varbergs museum (den ursprungliga museiföreningen bildad 1916).

### Hallands kulturhistoriska museum (2011–)
2011 skedde ytterligare en omorganisation genom att ett aktiebolag bildades för att överta driften av museet från Ideella föreningen Länsmuseet Varberg. Samtidigt bytte Länsmuseet Varberg namn till Hallands kulturhistoriska museum.
Därefter konstaterades det att Stiftelsen Hallands länsmuseer enligt sina stadgar från 1978 var tvungen att bedriva museiverksamheten i egen regi och inte genom avtal med annan juridisk person. Den ordning som gällt sedan år 2000 (genom Ideella föreningen Länsmuseet Varberg) respektive 2011 (genom AB Hallands kulturhistoriska museum) var således olaglig. Stiftelsen ansökte hos Kammarkollegiet om permutation (ändring) av stadgarna, så att stiftelsens verksamhet skulle få bedrivas genom avtal med annan juridisk person. Kammarkollegiet beslutade 2011 att avslå ansökan. Stiftelsen överklagade, men Kammarkollegiets beslut fastställdes slutligt av Kammarrätten i Stockholm genom en dom i maj 2014. Efter kammarrättsdomen har verksamheten vid Hallands kulturhistoriska museum, liksom vid Hallands konstmuseum, återgått till att drivas direkt av Stiftelsen Hallands länsmuseer.
2004 genomfördes en arkitekttävling för en ombyggnad av museets lokaler på fästningen, men det dröjde till 2011 innan finansieringen hade ordnas. Varbergs kommun och Statens fastighetsverk finansierade ombyggnaden som genomfördes 2012–2014. Kommunen och Region Halland höjde anslagen till museet för att täcka den höjning av hyran till fastighetsverket som ombyggnaden innebar. Sparbanksstiftelsen i Varberg samt Föreningen Varbergs museum bidrog med medel till ny inredning och utställningar. Museet återinvigdes den 15 juni 2014 av landshövding Lena Sommestad.

## Samlingar

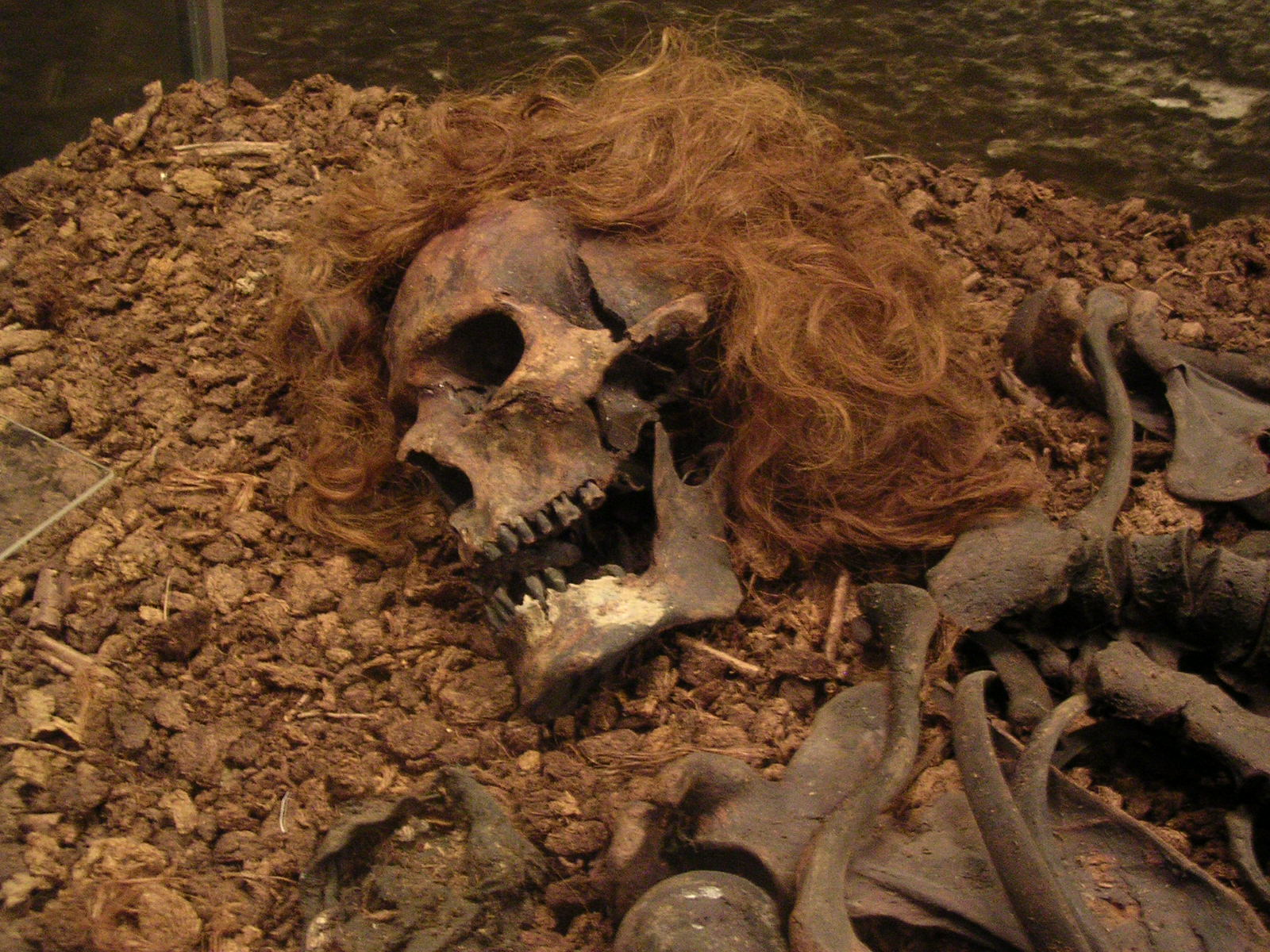
Bockstensmannen.

Samlingarna visar Bockstensmannen, ett skelett från 1300-talet med välbevarat hår och klädedräkt, samt den omtalade kulknappen som antas ha dödat Karl XII. Teorin om kulknappen är ifrågasatt och DNA-undersökningar gjorda under senare tid har inte bringat klarhet i frågan. Där finns också en permanent utställning med bonadsmålningar. 
På museet är stadens och fästningens historia under mer än 700 år dokumenterad. Till länsmuseet hör också ett cykelmuseum inrättat i Karl XI stall med flera unika föremål. Grunden till den lokalhistoriska samlingen av allmogeföremål m.m. utgöres av godsägaren Alfred Bexells på privat initiativ gjorda samlingar, inköpta till museet 1916. Sedan 2003 är också den s.k. Bålastugan en del av museet, en sydsvensk högloftsstuga, som visar ett äldre, autentiskt halländskt allmogehem med ursprungliga inventarier från sekelskiftet 1700-1800. Det inköptes av Bexell 1876 och hans initiativ utgör därmed starten för friluftsmuseitanken i Sverige, stugan kom att inspirera Artur Hazelius till friluftsmuseet Skansen i Stockholm.